# Vermes család
Budafai Vermes család. Pozsony vármegyei régi nemes család, mely magát Budafalvi Bethen fiától Pétertől származtatja, aki az Ottokár cseh király elleni hadjáratban magát kitüntette, és ezért 1257-ben IV. László király által az udvarnokok sorából nemességre emeltetett. A család 1356-ban szintén kapott királyi megerősítő oklevelet.
A család címere a pajzs udvarában arany koronán könyöklő kar, kivont karddal, a pajzs fölötti sisak koronája fölött két kiterjesztett sasszárny között kereszt ragyog. A pajzsot két oldalról szokásos foszladék díszíti.
A család tagjai közül Jeromos 1832-ben a pozsonyi országgyűlésen jelen nem lévő főnemest képviselt. Ignác, aki Pozsonyban született 1780. április 16-án, Pozsony vármegye levéltárosa volt.
A család egyik ága Bács-Bodrog vármegyébe költözött, ahol Bácsalmás helységben az 1825. évi nemesi összeíráskor négy tagja élt a Vermes családnak.